# 4. marec
4. marec je 63. dan leta (64. v prestopnih letih) v gregorijanskem koledarju. Ostajata še 302 dneva.

## Dogodki
- 1461 – Edvard IV. okronan za angleškega kralja
- 1866 – v Zagrebu ustanovljena Jugoslovanska akademija znanosti in umetnosti
- 1933 – Franklin Roosevelt postane predsednik Združenih držav Amerike in napove program New Deal
- 1941 – knez Pavel Karađorđević obišče Hitlerja
- 1944 – USAF prvič bombandira Berlin podnevi
- 1945 – Finska napove vojno Tretjemu rajhu
- 1952 – Ernest Hemingway dokonča novelo Starec in morje

## Rojstva
- 1188 – Blanka Kastiljska, francoska kraljica, regentinja († 1252)
- 1394 – Infante Dom Henrique - Henrik Pomorščak, portugalski princ († 1460)
- 1678 – Antonio Vivaldi, italijanski duhovnik, skladatelj († 1741)
- 1710 – Jacob Kirkman, angleški izdelovalec čembal, alzaškega rodu († 1792)
- 1770 – Jean-Joseph Jacotot, francoski pedagog († 1840)
- 1793 – Karl Lachmann, nemški jezikoslovec († 1851)
- 1844 – Josip Jurčič, slovenski pisatelj, časnikar († 1881)
- 1844 – Josip Sernec, slovenski filozof, politik in gospodarstvenik († 1925)
- 1847 – Carl Josef Bayer, avstrijski kemik († 1904)
- 1854 – William Napier Shaw, angleški meteorolog († 1945)
- 1869 – Eugénio de Castro, portugalski pesnik († 1944)
- 1876 – Léon-Paul Fargue, francoski pesnik, esejist († 1947)
- 1877 – Garrett Morgan, ameriški izumitelj († 1963)
- 1879 – Josip Murn - Aleksandrov, slovenski pesnik († 1901)
- 1898 – Georges Dumézil, francoski filolog in zgodovinar († 1986)
- 1903 – Luis Carrero Blanco, španski admiral, državnik († 1973)
- 1904 – Abraham Izakovič Alihanov, ruski fizik († 1970)
- 1913 – John Garfield, ameriški filmski igralec († 1952)
- 1916 – Hans Eysenck, nemški psiholog († 1997)
- 1923 – Patrick Moore, angleški ljubiteljski astronom († 2012)
- 1928 – Alan Sillitoe, angleški pisatelj, pesnik († 2010)
- 1928 – Urban Koder, slovenski skladatelj in zdravnik († 2019)
- 1932 – Miriam Makeba, južnoafriška pevka († 2008)
- 1934 – Janez Strnad, slovenski fizik, popularizator naravoslovja († 2015)
- 1936 – Jim Clark, škotski avtomobilistični dirkač Formule 1 († 1968)
- 1963 – Jason Newsted, ameriški nekdanji bassist iz Metallice
- 1968 – Kyriakos Mitsotakis, grški politik
- 1976 – Igor Štamulak, slovenski dramski igralec

## Smrti
- 1152 – Konrad III., kralj nemškega cesarstva (* 1093 ali 1094)
- 1172 – Štefan III., madžarski kralj (* 1147)
- 1189 – Humbert III., savojski grof (* 1135)
- 1193 – Saladin, sultan Egipta in Sirije (* 1137)
- 1238:
  - Jurij II. Vladimirski, veliki knez Vladimir-Suzdala (* 1189)
  - Ivana Angleška, škotska kraljica (* 1210)
- 1303 – Daniel Moskovski, moskovski knez, pravoslavni svetnik (* 1261)
- 1314 – Jakub Świnka, poljski nadškof, državnik
- 1371 – Jeanne d'Évreux, francoska kraljica (* 1310)
- 1832 – Jean-François Champollion, francoski egiptolog (* 1790)
- 1852 – Nikolaj Vasiljevič Gogolj, ruski pisatelj, dramatik (* 1809)
- 1942 – Nikolaos Sokrates Politis, grški pravnik, diplomat (* 1872)
- 1944 – Konrad Žilnik, slovenski narodni heroj (* 1919)
- 1948 – Antonin Artaud, francoski pesnik, esejist, dramatik, gledališki režiser in igralec (* 1896)
- 1997 – Robert Henry Dicke, ameriški fizik, astrofizik, kozmolog (* 1916)
- 1999 – Karel van het Reve, nizozemski pisatelj (* 1921)